# Чернов, Георгий Александрович
Георгий Александрович Чернов (1906—2009) — советский геолог, доктор геолого-минералогических наук, Заслуженный геолог РСФСР (1987). Первооткрыватель Воркутинского угольного месторождения и нефтегазоносного района Большеземельской тундры, включающего Усинское и Харьягинское нефтяные месторождения.

## Биография
Родился 8 (21) апреля 1906 года в городе Москва в семье геолога Александра Александровича Чернова (1877—1963).
В 1924 году принял участие в одной из экспедиций, руководимых его отцом. С тех пор почти ежегодно (до 1984 года) выезжал в разные районы Ненецкого округа и Коми АССР.
Летом 1930 года на реке Воркута им были найдены коксующиеся, высококалорийные угли. Добыча угля ведется с 1931 года. На месте разведанных запасов каменного угля был основан рабочий посёлок Рудник, позднее на правом берегу реки Воркута образован поселок Воркута позже ставший городом. Для транспортировки угля на Печоре был построен порт, при котором образовался город Нарьян-Мар.
Впервые в СССР занялся изучением нефтегазоносности Большеземельской тундры.
В 1940 году экспедиция, возглавляемая инженером-геологом Г. А. Черновым, направилась к побережью Хайпудырской губы (Баренцево море). Здесь была проведена детальная геологическая съемка и проверены имеющиеся сведения о нефтеносности района Синькин нос. Так началась его многолетняя борьба за нефть Большеземельской тундры, как он сам назвал этот период своей жизни и деятельности, которая увенчалась блестящими открытиями: газ в Нарьян-Маре, залежи нефти в районе Колвы и Харьяги, в устье реки Чёрная и на побережье Баренцева моря.
В 1973 году одна из перспективных структур, подготовленных геологами, дала первую нефть — Усинское месторождение, рядом с которым появился город Усинск.
Скончался 6 апреля 2009 года на 102 году жизни в Москве, похоронен на Хованском кладбище.

## Награды и звания
- 1945 — Медаль «За доблестный труд в Великой Отечественной войне 1941—1945 гг.»
- 1946 — Орден Трудового Красного Знамени
- 1951 — Медаль «За трудовую доблесть»
- 1970 — диплом и знак Первооткрыватель месторождения, за открытие Печорского угольного бассейна
- 1976 — диплом и знак Первооткрыватель месторождения, за участие в открытии Усинского месторождения
- 1987 — почётное звание Заслуженный геолог РСФСР
- 2006 — Орден «За заслуги перед Отечеством» IV степени (2 мая 2006) — за большой вклад в развитие отечественного топливно-энергетического комплекса и плодотворную научно-исследовательскую деятельность[1]

Почётный гражданин городов Воркута и Усинск.

## Память
- Именем Г. А. Чернова названы улицы в Усинске, Воркуте, Ухте, Нарьян-Маре.
- Школа № 39 в г. Воркуте названа именем Г. А. Чернова, там ежегодно проходит конференция «Черновские чтения».